# Chelonus eximius
Chelonus eximius är en stekelart som beskrevs av Mccomb 1968. Chelonus eximius ingår i släktet Chelonus och familjen bracksteklar. Inga underarter finns listade i Catalogue of Life.